# Huércal de Almería
Huércal de Almería község Spanyolországban, Almería tartományban. Lakosainak száma 18 584 fő (2024).

## Földrajza
Huércal de Almería Almería, Gádor, Benahadux, Pechina és Viator községekkel határos.

## Népesség
A település lakosságának változását az alábbi diagram mutatja:
| Lakosok száma | 7568 | 10 242 | 11 816 | 14 937 | 16 074 | 16 663 | 17 068 | 17 651 | 17 974 | 18 584 |
|               | 2001 | 2004   | 2006   | 2009   | 2011   | 2014   | 2016   | 2019   | 2021   | 2024   |